# Christopher Schadewaldt
Christopher Schadewaldt (* 15. Dezember 1984 in Werneck) ist ein ehemaliger deutscher Eishockeyspieler (Verteidiger) und jetziger Eishockey-Schiedsrichter.

## Karriere
Schadewaldt begann seine Karriere in der Saison 2000/01 in der Regionalliga beim ERV Schweinfurt, bei dem er bis zur Saison 2003/04 unter Vertrag stand. In seinem letzten Jahr in Schweinfurt hatte er per Förderlizenz seinen ersten Einsatz in der DEL bei den Hannover Scorpions.
Zur Spielzeit 2004/05 entschied sich Schadewaldt zu einem Wechsel in die 2. Bundesliga zum SC Bietigheim-Bissingen und hatte in diesem Jahr auch einige Einsätze für die Hamburg Freezers in der DEL.
In der Saison 2005/06 stand Schadewaldt dann beim EHC München unter Vertrag, bevor er zu Beginn der Saison 2006/07 zum Ligakonkurrenten Moskitos Essen wechselte, bei dem er auch in der Saison 2007/08 unter Vertrag stand.
Seit der Saison 2008/09 lief Schadewaldt in der Oberliga für die Hannover Indians auf, bei denen er bereits in der Saison 2007/08 drei Mal per Förderlizenz eingesetzt wurde. Mit den Hannoveranern stieg er in die 2. Bundesliga auf. Anschließend verließ er den Klub und schloss sich dem Herner EV an. Im Folgejahr unterzeichnete Schadewaldt beim VER Selb. In der Saison 2017/2018 wechselte er zum EV Landshut. Nach einer Saison in Landshut wechselte er zurück zu seinem Heimatverein nach Schweinfurt und beendete dort nach einer Saison seine Karriere. Mittlerweile ist er als Eishockey-Schiedsrichter tätig.

## Karrierestatistik
(Legende zur Spielerstatistik: Sp oder GP = absolvierte Spiele; T oder G = erzielte Tore; V oder A = erzielte Assists; Pkt oder Pts = erzielte Scorerpunkte; SM oder PIM = erhaltene Strafminuten; +/− = Plus/Minus-Bilanz; PP = erzielte Überzahltore; SH = erzielte Unterzahltore; GW = erzielte Siegtore; 1 Play-downs/Relegation; Kursiv: Statistik nicht vollständig)